# Vachellia seyal
Vachellia seyal (Arabisch: talh, Engels: red acacia) is een boomsoort uit de vlinderbloemenfamilie (Leguminosae/Fabaceae). De soort staat op de Rode Lijst van de IUCN geklasseerd als 'niet bedreigd'.
Het is een groenblijvende, doornige boom met een open, afgerond bladerdak, die een groeihoogte van 17 meter kan bereiken. De stam kan een diameter van 60 centimeter bereiken. De stam heeft een bleekgroene of roodachtige bast. Aan de basis van de 3-10 centimeter lange gevederde bladeren groeien twee rechte, lichtgrijze doornen die een lengte van 7 tot 20 centimeter kunnen bereiken. De bloeiwijze bestaat uit ronde, felgele trossen met een diameter van ongeveer 1,5 centimeter.
De soort komt voor in Afrika, van de Sahara tot in Eritrea en Zambia. Ook komt de soort voor op het Arabisch schiereiland. Hij groeit daar in halfdroge gebieden en savannes. 
Delen van de boom worden door de lokale bevolking in het wild geoogst voor voedsel, medicijnen en handelsartikelen. Ook levert de boom een gom op, bekend onder de naam talha gum, die naar het buitenland wordt geëxporteerd. Deze gom is eetbaar en heeft een licht zure smaak. Hier wordt een siroop van gemaakt door de gom te mengen met pulp van de vrucht van Balanites aegyptiaca. De binnenbastvezel wordt gekauwd vanwege zijn aangename en zoete smaak. Verder wordt de bast tot poeder vermalen om hieruit een thee te trekken.

## Synoniemen
- Acacia seyal Delile